# Villa Mazzarosa
Villa Mazzarosa si trova in località Segromigno in Monte, nel comune di Capannori, in provincia di Lucca.

## Storia e descrizione
I terreni ed un fabbricato, prima di diventare proprietà dei Mazzarosa, appartennero agli Arnolfini, agli Orsucci e ai Lucchesini. La Villa, che risale ai primi del XVII secolo, fu costruita sui suddetti terreni dai Mazzarosa. Si legge in un rogito del 1629, che Filippa figlia di Arnolfino Arnolfini (moglie di Gherardo di Nicolao Pacini di Lucca) vende a Francesco di Alessandro Mazzarosa beni con casa in comune di Segromigno in Monte in località detta "Alla Torraccia".
Alla primitiva costruzione il Mazzarosa apportò diverse modifiche e in un carteggio del 1634 dell'Abate Paolo Cenami si ha una descrizione del definitivo impianto della villa.
L'edificio si presenta a forma cubica con una scala a doppia rampa sulla facciata, mentre sulla facciata a monte una gradinata incassata tra i due corpi laterali immette al piano rialzato, il principale.
Nel 1810 Antonio Mazzarosa, uomo politico di grande prestigio e cultura, dette un nuovo volto al parco che è quello attuale.
Il cancello d'ingresso, che conduce al giardino formale, ornato da una vasca ovale al centro e da un ninfeo decorato da mosaici in ciottoli e statue in cotto, presenta quattro colonne con un putto seduto sulle code di tre delfini a decorazione. Un altro ninfeo si incontra lungo il percorso davanti alla facciata principale della villa, e presenta analoghi mosaici e un mascherone dal quale sgorga l'acqua.
Un piccolo torrente, che approvvigiona l'acqua a tutta la proprietà, scorre nel giardino e defluisce in una vasca simile a un laghetto tra alberi secolari di liriodendro. A nord si trova un boschetto di camelie centenarie ombreggiate da platani.
Nel parco troviamo un tempietto neoclassico di forma circolare, costruito verso il 1830 su iniziativa di Antonio Mazzarosa. All'interno del tempietto era sistemata  una raccolta delle più significative opere di illustri lucchesi. Nel parco si incontrano inoltre una limonaia, una piccola cappella, vari fabbricati colonici e una casa del giardiniere.